# Oblast' della Tauride
L''oblast' della Tauride (in russo Таврическая область?, Tavričeskaja oblast) era un'oblast' (provincia) dell'Impero russo. Corrispondeva all'incirca alla maggior parte della penisola di Crimea e a parti delle regioni dell'Ucraina meridionale. Fu creata dai territori del Khanato di Crimea, che la Russia annesse nel 1783. Nel 1796 fu fusa nel Governatorato della Nuova Russia.
L'oblast' fu creata sotto l'ukase imperiale del 13 febbraio 1784 firmato da Caterina la Grande. La sede amministrativa della regione fu dichiarata nella città di Simferopol. Prima del 1784 Qarasuvbazar funse da centro amministrativo temporaneo.

## Struttura amministrativa
L'oblast' era divisa in sette uezd:
- Uezd del Dnepr – con sede ad Aleshki (Olešky)
- Uezd di Levkopol – con sede a Levkopol (Feodosia)
- Uezd di Melitopol – con sede a Melitopol' (dal 1791 a Tokmak)
- Uezd di Perekop – con sede a Perekop
- Uezd di Phanagoria (Tmutarakan) – con sede a Fanagoria
- Uezd di Simferopol – con sede a Simferopol (Simferopoli)
- Uezd di Yevpatoria – con sede a Jevpatorija.

Nel 1787 Levkopol e l'uezd di Levkopol furono rinominate rispettosamente in Feodosia e uezd di Feodosia. Nel 1791 una sede amministrativa dell'uzed di Melitopol fu trasferita a Tokmak.
Il 12 dicembre 1796 l'oblast' fu abolito, il suo territorio fu diviso in due uezd, Aqmescit (ex Simferopol) e Perekop e passò al Governatorato della Nuova Russia . Il nome della città di Simferopol fu cambiato in Aqmescit.